# Dywersja OUN w 1939 roku
Dywersja OUN w 1939 roku – dywersja zwolenników i bojówek Organizacji Ukraińskich Nacjonalistów dokonana podczas kampanii wrześniowej we wrześniu 1939 roku. Akcja odbyła się z inspiracji III Rzeszy zainteresowanej osłabieniem polskich sił na zapleczu głównego frontu.

## Tło historyczne

### Działalność UWO
W pierwszej połowie lat 20. XX wieku Ukraińskiej Organizacji Wojskowej (UWO) udało się utworzyć kilka oddziałów partyzanckich, zostały one jednak rozbite przez polskie siły bezpieczeństwa. Do koncepcji tworzenia oddziałów partyzanckich powrócono w 1934 roku, po ostatecznym scaleniu UWO ze strukturami Organizacji Ukraińskich Nacjonalistów. Był to projekt zielonych kadr, przewidujący w razie aresztowań chronienie się działaczy OUN w lasach i tworzenie oddziałów partyzanckich. Na naradzie w lutym 1934 Krajowej Egzekutywy OUN (uczestniczyli w nim Stepan Bandera, Iwan Maluca, Jarosław Stećko, Jarosław Spolski, Ołeksandr Paszkewycz, Jarosław Makaruszka) postanowiono, że oddziały takie będą operować na Wołyniu, a jednym z ich zadań będzie odbijanie z więzień członków OUN. Wstrzymano się jednak z ogłoszeniem decyzji o tworzeniu oddziałów do momentu wyznaczenia dowódców tych grup.
UWO było przez cały czas swojego istnienia finansowane, wspierane i kontrolowane przez wywiad niemiecki, a kierownictwo UWO utrzymywało stałe kontakty z niemieckimi oficerami. Wywiadem organizacji kierował Roman Suszko. W celu kontrolowania UWO Niemcy oddelegowali do niej w charakterze kierownika politycznego Riko Jary’ego (oficera wywiadu austriackiego, a potem niemieckiego), który pod pretekstem prowadzenia badań naukowych szpiegował na rzecz Abwehry i zbierał dane o sytuacji w Polsce i jej potencjale zbrojeniowym.
UWO od 1922 roku, w zamian za wsparcie materialne i naiwne obietnice polityczne, przekazywała Niemcom materiały wywiadowcze.
W 1922 roku członkowie UWO, zgodnie z porozumieniem ukraińsko-niemieckim, odbywali przeszkolenie w Reischwehrze. Rok później w Monachium powstał specjalny ośrodek szkoleniowy dla Ukraińców, a w 1924 zorganizowano kolejny szkolący dywersantów, terrorystów i szpiegów. Kandydatów mających odbyć takowe szkolenia typował Związek Ukraińskich Oficerów w Niemczech (założony w 1921 r.). Poza tym w Wolnym Mieście Gdańsku od 1928 zaczęto szkolić ukraińskich dowódców, Abwehra zorganizowała także szkolenia w Czechosłowacji. Dodatkowe kursy (dla osób mających prowadzić wywiad i dywersję w ZSRR) urządzano w Królewcu, były one organizowane przez niemiecką Abwehrgruppe przy sztabie 1 Dywizji w tym mieście.
6 lipca 1926 roku podczas jednej z narad UWO w Berlinie (od tego roku główna siedziba UWO znajdowała się w tym mieście) informowano zgromadzonych, że Niemcy oczekują od ukraińskich „sojuszników” danych szpiegowskich dotyczących Wojska Polskiego oraz sytuacji politycznej i gospodarczej II Rzeczypospolitej. Informatorami byli Ukraińcy m.in. pełniący służbę wojskową w polskiej armii, kolejarze, pocztowcy, urzędnicy czy pracownicy leśni. O skali ukraińskiej działalności szpiegowskiej świadczy chociażby fakt, że tylko w 1928 roku w polskich więzieniach karę pozbawienia wolności odbywało stu agentów związanych z UWO.

### Działalność OUN
W 1929 roku w wyniku połączenia radykalnych grup nacjonalistów (w tym UWO) powstała Organizacja Ukraińskich Nacjonalistów. W lipcu 1930 roku UWO wraz z OUN przystąpiły do tzw. drugiego wystąpienia – akcji terrorystyczno-dywersyjnej wymierzonej w Polaków licząc na zantagonizowanie ich z Ukraińcami. Spotkało się to z reakcją polskiego rządu, który przystąpił do pacyfikacji Małopolski Wschodniej. Fala aresztowań działaczy OUN w lecie 1934 sparaliżowała organizację. Próbę tworzenia oddziałów podjęto dopiero w lipcu 1937 roku. Wasyl Sydor utworzył 2 takie oddziały (Wowky, liczący 32 bojowców, dowódca Wasyl Makar Siromaneć i drugi oddział o tej samej nazwie), jednak wkrótce wskutek aresztowań uległy one samorozwiązaniu.
Po układzie monachijskim III Rzesza w ramach eskalacji nacisków na Polskę (a równolegle ZSRR) podjęła ponownie zawieszone od 1934 kontakty z OUN. W ich ramach Abwehra poparła organizację ukraińskich jednostek paramilitarnych (Sicz Karpacka) na obszarze Ukrainy Karpackiej, od jesieni 1938 roku autonomicznego trzeciego członu Czecho-Słowacji. W wyniku ustaleń Prowodu OUN na czele z Andrijem Melnykiem z Abwehrą sformowano w 1939 roku Legion Ukraiński. Abwehra kierowana przez Wilhelma Canarisa dążyła do wywołania na Wołyniu i Małopolsce Wschodniej antypolskiego powstania. Canaris miał przekonywać Hitlera, by w zbliżającej się wojnie z Polską wykorzystać „kartę ukraińską”. Łudzono także kierownictwo OUN, że będzie ona mogła przeprowadzić na Kresach II RP „Narodową Rewolucję” i utworzy „zachodnią Ukrainę”.
Od września 1938 do marca 1939 zanotowano 397 wystąpień demonstracyjnych, 47 aktów sabotażu i 34 akty terrorystyczne organizowane przez nacjonalistów. Od 16 marca do 12 kwietnia 1939 r. było 59 demonstracji, 5 aktów sabotażu i 21 aktów terroru. Wzmożenie akcji OUN było w znacznej mierze efektem inspiracji Abwehry, która u progu wojny chciała wysondować realną siłę finansowanej przez siebie organizacji, uważającej się za sojusznika Niemiec. Policja Państwowa przeprowadziła prewencyjne aresztowania członków i sympatyków OUN.
W lutym 1939 Lew Rebet, obawiając się aresztowania, przekazał kierownictwo krajowej organizacji Myrosławowi Turaszowi. W dniach 21–23 marca 1939 nastąpiły masowe aresztowania, które w planach miały zlikwidować krajowe kierownictwo OUN. Został między innymi zatrzymany Rebet i ponad 80 innych działaczy organizacji niepodległościowych. W woj. wołyńskim (stan na 17 sierpnia 1939 r.) aresztowano 754 osoby (624 uwięziono), we lwowskim (stan na 1 lipca 1939 r.) zatrzymano 1621 osób podejrzanych o członkostwo w OUN.
Ponieważ w czerwcu Turasz wracając z zagranicy zginął przy przekraczaniu granicy polsko-czechosłowackiej, krajowym przewodniczącym OUN został Wołodymyr Tymczij. Rozwinął on intensywne przygotowania do powstania. OUN liczyła wówczas około 8-9 tysięcy członków, przypuszczalnie porównywalnie liczne było Junactwo. Można też było liczyć na kilkakrotnie liczniejszą grupę sympatyków OUN. W lecie 1939 r. w co najmniej 9 okręgach OUN z istniejących 18, utworzono leśne obozy szkoleniowe, w których odbywały się zajęcia z posługiwania się bronią palną i taktyki. Utworzono również grupy specjalne, mające włączyć się do walki po wybuchu wojny, i przydzielono im zadania. Pod koniec sierpnia w lasach zaczęły pojawiać się grupy ukraińskiej młodzieży, chroniące się przed mobilizacją do Wojska Polskiego (alarmowa od 24 sierpnia, powszechna od 31 sierpnia).
Broń dla planowanego przez hitlerowców antypolskiego powstania miała być przerzucona drogą lądową przez Słowację lub drogą powietrzną z Prus Wschodnich. Powstańcy mieli opanować linię kolejową Stryj-Nowy Sącz oraz Podole, aby zapewnić sobie łatwe zaopatrzenie. Właśnie w celu wzmocnienia powstania sformowano w Niemczech Legion Ukraiński. Zakładano, że Legion zostałby wzmocniony przez miejscowe oddziały OUN oraz dezerterów z Wojska Polskiego. Na miejscu, w kraju, zorganizowano również siatkę dywersyjną, liczącą około 4 tysięcy osób.
Niemcy oszacowali, że do wywołania powstania potrzebne byłoby 1300 oficerów i 12 000 żołnierzy. Projekt ten był omawiany przez Romana Suszkę i płk. Erwina Lahousena w dniach 13 czerwca – 3 lipca 1939. Jednak zawarcie 23 sierpnia 1939 paktu Ribbentrop-Mołotow, przy znanej wrogości władz sowieckich do ukraińskiego ruchu niepodległościowego spowodowało, że Niemcy zrezygnowali z użycia ukraińskich oddziałów i zarzucili projekt wywołania powstania.

## Realizacja planu i postawy Ukraińców
Analitycy niemieccy obawiali się, że sprowokowanie powstania ukraińskiego w Małopolsce Wschodniej może wywołać interwencję Związku Radzieckiego, i przerodzenie się konfliktu w wojnę europejską. Również Adolf Hitler obawiał się, że dotarcie armii niemieckiej do ziem ukraińskich będzie wymagało jakiegoś ustosunkowania się Niemiec do kwestii ukraińskiej, i konflikt z ZSRR. Zawarcie paktu Ribbentrop-Mołotow uwalniało go od tego problemu. Z kolei Rudolf Wiesner proponował Hitlerowi wykorzystanie Ukraińców galicyjskich w podobny sposób, jak wystąpień Niemców sudeckich w Czechosłowacji, jednak Hitler obawiał się polskich represji wobec mniejszości niemieckiej w Polsce. Istniała również propozycja Abwehry ograniczonego wykorzystania, zamiast ludności ukraińskiej, zbrojnych grup dywersyjnych złożonych z członków OUN (K-Organisation Ost-Galizien).
23 sierpnia 1939 Niemcy podpisały porozumienie z ZSRR; w tym samym dniu zapadła decyzja Niemiec o niewykorzystywaniu oddziałów ukraińskich w planowanej wojnie.
24 sierpnia 1939 członkowie Naczelnego Komitetu UNDO uchwalili jednogłośnie deklarację o wypełnieniu obywatelskiego obowiązku względem państwa polskiego. Na podstawie tej deklaracji 2 września wicemarszałek Wasyl Mudryj zadeklarował w Sejmie lojalność ludności ukraińskiej względem Polski. Jednak w nocy z 1 na 2 września na rozkaz Ministerstwa Spraw Wewnętrznych rozpoczęło aresztowania działaczy i polityków ukraińskich oraz kierowanie ich do obozu w Berezie Kartuskiej. Część aresztowanych była jednak zwalniana od 5 września przez starostów, na podstawie przysługujących im uprawnień.
Oprócz NK UNDO, deklaracje o poparciu polskich władz państwowych złożyli: emigracyjny rząd Ukraińskiej Republiki Ludowej, metropolita Andrzej Szeptycki jako przedstawiciel Ukraińskiej Cerkwi Greckokatolickiej, oraz Stepan Skrypnyk jako reprezentant Ukraińców Wołynia.
W czasie kampanii wrześniowej w Wojsku Polskim służyło od 106 314 do 111 910 żołnierzy Ukraińców. Z tej liczby poległo co najmniej 7800, a rannych było około 15 000. Do niewoli niemieckiej dostało się około 60 000, a do sowieckiej około 20 000 żołnierzy.

## Antypolskie wystąpienia
Tuż przed rozpoczęciem II wojny światowej Niemcy wstrzymali organizację antypolskiego powstania OUN, ze względu na pakt Ribbentrop-Mołotow. ZSRR nie życzył sobie żadnych akcji Ukraińców na obszarze, który znalazł się w jego „strefie interesów”, a III Rzesza nie chciała zadrażnienia stosunków z nowym sojusznikiem. Dodatkowo w nocy z 1 na 2 września 1939 roku polska policja w ramach planowanych na wypadek wybuchu wojny aresztowań zatrzymała kilka tysięcy Ukraińców podejrzanych o związek z organizacjami nacjonalistycznymi.
Wobec ociągania się ZSRR z przyrzeczoną obietnicą agresji na Polskę, kierownictwo III Rzeszy rozważało jednak 12 września plan rozpoczęcia siłami OUN rebelii antypolskiej, która w planie Adolfa Hitlera miała doprowadzić do krwawej kontrakcji polskiej i ostatecznie do wymordowania polskiego ziemiaństwa rękami ukraińskimi w polsko-ukraińskiej wojnie domowej. 15 września Wilhelm Canaris udzielił Andrijowi Melnykowi warunkowej zgody na rozpoczęcie powstania antypolskiego. 17 września z chwilą agresji ZSRR na Polskę zgoda niemiecka przestała być aktualna.
Zdaniem Ryszarda Torzeckiego powołującego się na nieudokumentowane twierdzenia związanego z OUN historyka Petra Mirczuka we wrześniu 1939 r. tzw. Krajowy Prowid (Zarząd Krajowy) OUN pod kierownictwem Lwa Rebeta odmówił wykonania polecenia zarządu zagranicznego OUN (pod kierownictwem A. Melnyka) wszczęcia powstania antypolskiego, jako dywersji na rzecz Niemiec. Lew Rebet miał uważać, że wobec paktu Ribbentrop-Mołotow będzie to działanie wyłącznie w interesie ZSRR, które uważał za głównego wroga Ukrainy. Grzegorz Motyka i Krzysztof Łada wątpią w możliwość odmowy OUN wszczęcia antypolskiej rebelii; ich zdaniem powstanie odwołali sami Niemcy wobec wkroczenia Armii Czerwonej w granice II RP.
Od 12 września miały jednak miejsce nieskoordynowane, w większości z łatwością tłumione przez wojsko i policję, akcje dywersyjne uzbrojonych bojówek OUN na terenie województw południowo-wschodnich RP (pierwsze w nocy z 12/13 września w Stryju). Ich eskalacja nastąpiła w chaosie po wkroczeniu Armii Czerwonej
6 września 1939 1 batalion Lwowskiej Brygady Obrony Narodowej został przerzucony do Mikołajowa, skąd powiadomiono o ukraińskich rozruchach. Miasto udekorowane było ukraińskimi flagami, które mieszkańcy zdjęli po przybyciu wojska. Rozruchów nie stwierdzono, więc batalion w tym samym dniu powrócił do Lwowa. 10 września w Mikołajowie i 10 okolicznych wsiach rozbrojono polską policję i rozpoczęto mobilizację Ukraińców.
Po 10 września 1939 roku, kiedy sytuacja Wojska Polskiego stała się niekorzystna, nastawienie OUN uległo zmianie, doszło do licznych ukraińskich dezercji i dywersji, ruch ten nie przybrał jednak formy masowej. Wpływ na to miała również ewakuacja polskiej administracji i Policji Państwowej. W takich warunkach ludność ukraińska zaczęła organizować własne oddziały porządkowe.
Pierwsze starcia ukraińskiej ludności z wojskiem polskim miały miejsce koło Jawornika Ruskiego i Rzęsnej Ruskiej (gmina Brzuchowice).
Większe akcje przeciw władzom polskim miały miejsce w nocy z 12 na 13 września. Data ta była związana z dotarciem wojsk niemieckich przez Sambor w głąb Małopolski Wschodniej. Tego dnia rozpoczęło się oblężenie Lwowa przez Wehrmacht, co zostało odebrane przez lokalne bojówki OUN jako sygnał do rozpoczęcia walki.
Wystąpienia i akcje dywersyjne były tłumione przez siły Wojska Polskiego, zwłaszcza po opanowaniu Stryja przez grupy specjalne OUN w nocy z 12 na 13 września, mającej charakter lokalnego powstania.
W dniach następnych doszło do podobnych wystąpień OUN w powiatach mieszanych narodowościowo, dywersje miały miejsce m.in. w Podhorcach, Borysławiu, Truskawcu, Mraźnicy, Żukotynie, Uryczu, Szczercu, w okolicach Mikołajowa (zajęto miasto wraz z posterunkiem policji) i Żydaczowa, gdzie zdobyto 2 mosty (drogowy w Demiance i kolejowy w Rozwadowie). Niejednokrotnie celem OUN było przejęcie władzy w poszczególnych miejscowościach przed wkroczeniem wojsk sowieckich i niemieckich. Dochodziło także do rozbrajania polskich żołnierzy, a nawet do sporadycznych potyczek z cofającymi się oddziałami Wojska Polskiego i policji.
Przeciwko działaniom dywersyjnym Polacy wysłali duże siły policji oraz wojska. Stłumiono w ten sposób wystąpienia ukraińskie w Mikołajowie i Żydaczowie, po stoczeniu zaciętych walk, jednak z dużymi stratami (np. w walce o wieś Nadiatycze policja straciła 12 zabitych i 31 ciężko rannych). Członków OUN schwytanych z bronią w ręku zwykle rozstrzeliwano na miejscu, m.in. rozstrzelano w ten sposób 6 Ukraińców w wiosce Duliby, z kolei w Stryju rozstrzelano 40 Ukraińców. Wsie, z których padały strzały w stronę patroli WP, zwykle palono. Wywołało to kontrakcję bojówek OUN. Zdarzało się również branie zakładników spośród ludności ukraińskiej, którym grożono śmiercią w razie ostrzału polskich oddziałów.
Kolejne nasilenie wystąpień dywersyjnych nastąpiło po 17 września 1939, głównie na Wołyniu i południowym Polesiu, ale również w województwach tarnopolskim i stanisławowskim. W powiatach brzeżańskim i podhajeckim doszło nawet do „niewielkiego powstania”.
OUN-owcy mordowali głównie polskich osadników, rozbrojonych żołnierzy, a także zwykłych miejscowych chłopów, w akcjach brała też udział część miejscowej ludności, a także bojówki komunistyczne i margines społeczny, m.in. we wsi Koniuchy i Potutory zginęło łącznie ok. 100 Polaków, a w Kolonii Jakubowice spalono 57 zagród i zamordowano ok. 20 Polaków. We wsi Sławentyn w powiecie Podhajce zabito dalszych 85 osób. Szczególne nasilenie ukraińskich akcji przeciwko Polakom miało miejsce w powiatach Brzeżany i Podhajce.

## Podsumowanie
Ogółem w akcjach przeciwko polskiej ludności cywilnej we wrześniu i październiku 1939 zginęło około 2000 Polaków w Małopolsce Wschodniej i około 1000 na Wołyniu.
W wielu akcjach dywersyjnych brali udział członkowie OUN, jak również petlurowcy. Część wystąpień przeciw ludności cywilnej była efektem działania zwyczajnych kryminalistów i miała charakter rabunkowy.
W akcjach dywersyjnych prowadzonych przez oddziały specjalne OUN, w dniach pomiędzy 29 sierpnia a 23 września 1939 roku, wzięło udział 7729 osób, w większości członków grup militarnych OUN. Akcje te objęły 183 miejscowości polskie. Członkowie OUN zdobyli jeden czołg, kilka samolotów i dział, 23 ciężkie i 80 lekkich karabinów maszynowych, 3757 karabinów, 3445 pistoletów i 25 samochodów. Wzięto do niewoli 3610 Polaków, zabito 769, raniono 37. Ukraińcy, głównie na skutek akcji oddziałów Wojska Polskiego i policji, stracili 160 zabitych i 53 rannych. Spalono co najmniej 4 polskie miejscowości i zniszczono 1 most. Polska kontrakcja spowodowała spalenie 5 wsi ukraińskich.